# 真覚寺 (八王子市)
真覚寺（しんかくじ）は東京都八王子市散田町五丁目にある真言宗智山派の寺院。山号は常光山。

## 歴史
寺伝によれば鎌倉時代中期の文暦元年(1234年)に創建されたと言われる。
応永18年（1411年）に長山修理亮忠好が中興開基となり隆源が観音堂を創設。
明暦4年（万治元年・1658年）に鐘楼堂、嘉永5年（1853年）に本堂が建立された。
金銅薬師如来倚像（奈良時代前期）は、八王子市の有形文化財に指定されている（八王子市郷土資料館に寄託）。
また、心字池は、江戸時代には春先に関八州から数万匹のヒキガエルが集まって鳴き声を競い、その様子は「蛙合戦」と呼ばれたと伝えられる。
現在でもヒキガエルの生態と繁殖池（心字池）は、八王子市の指定史跡・旧跡となっているが、周囲の宅地化にともないめったにヒキガエルを見ることはできない。
境内には、正保安永年間に広園寺から移された高宰神社がある。
南側の山は、京王めじろ台住宅の開発に合わせて整備された「万葉公園」となっており、その名称の由来は、1955年に南多摩郡横山村が
八王子市に編入される際にその記念として建てた万葉集の歌碑「赤駒を山野に放（はか）し　捕りかにて　多摩の横山かしゆかやらむ」があることによる。　

## 境内
- 高宰神社

## 所在地
東京都八王子市散田町5-36-10

## 交通アクセス
- JR中央線西八王子駅および京王高尾線めじろ台駅から徒歩15分。または西八王子駅南口から高尾駅南口行きバス「散田五丁目」下車徒歩約2分。